# Епископ темишварски Пантелејмон
Пантелејмон (Пантелејмон Живковић, Сремски Карловци, 1. октобар 1795 — Беч, 10. март 1851) био је епископ Српске православне цркве, на престолу владика далматинских, будимских и темишварских.

## Живот
Епископ Пантелејмон рођен је у Карловцима 1. октобра 1795. године. Гимназију је учио у Карловцима, филозофију у Пожуну, а богословију у Карловцима. Био је школски друг из гимазије и пријатељ словачког песника Јана Колара; њих двојица су били најбољи ученици. Течно је говорио јеврејски, латински и грчки језик.
Од 1824/5. до 1830. године заузимао је положај професора богословије у Карловцима. Извесно време био је приватни учитељ деце Петра Чарнојевића, а потом је студирао права у Бечу.
На позив митрополита Стефана (Стратимировића) примио је монашки чин у манастиру Раковцу и постављен је за бележника архидијецезалне конзисторије у Карловцима.
На предлог митрополита Стефана (Стратимировића) бечки цар је 5. априла 1835. године именовао архимандрита раковачког Пантелејмона, за епископа далматинског. У то време веома је био жив рад на унијаћењу православних Срба у Далмацији. Даровити и учени епископ Пантелејмон морао је напустити Далмацију као и његов претходник епископ Јосиф (Рајачић). Свети архијерејски синод изабрао је епископа Пантелејмона 1836. године за епископа будимског. На овом положају у Сентандреји остао је до 1839. године, а тада је премештен за епископа темишварског. За време Мађарске буне 1848. године владика Живковић је судећи по посланицама које је упућивао Србима и Румунима, био на линији мађарске политике.
Умро је у Бечу 10. марта 1851, а сахрањен у храму манастира Раковца.